# Hubert Layard Chesshyre
Hubert Layard Chesshyre, britanski general, * 1906, † 1981.